# Anquíale (filha de Jápeto)
Anquíale (em grego clássico: Ἀγχιάλη; romaniz.: Anchiále), na mitologia grega, era uma filha do titã Jápeto e mãe de Cidno. Segundo Estêvão de Bizâncio, foi a fundadora da cidade de Anquíale, na Cilícia.